# Hundsdorf, Breže
Hundsdorf je naselje v Občini Breže v Okraju Šentvid ob Glini na Koroškem v Avstriji.